# Association des ombudsmans et médiateurs de la francophonie
L'Association des ombudsmans et médiateurs de la francophonie (AOMF) a été créée à Nouakchott (Mauritanie), en 1998. Son but principal est de faire connaître et de développer les structures de médiation dont l'objectif est de défendre les administrés face aux institutions étatiques.

## Histoire
Au début de la création de l’AOMF, seuls 15 États ou gouvernements francophones sur les 52 étaient dotés d’un ou plusieurs systèmes de médiation administratifs indépendants. En 2011, plus d’une trentaine de pays ont créé ce type institution.

## Mission
La mission principale de l'AOMF est la promotion du rôle de l’Ombudsman et du Médiateur dans la Francophonie et d’inciter les états à la mise en place d'institutions indépendantes de médiation dans l’espace francophone.
L’AOMF assure la liaison avec les organismes officiels de la Francophonie, notamment la Délégation à la Paix, à la Démocratie et aux droits de l’Homme laquelle soutient les activités de l’AOMF depuis sa création. Les activités de l’AOMF, sur l’observation et l’évaluation permanente des pratiques de la démocratie, des droits et des libertés dans l’espace francophone, entrent dans le cadre de la mise en œuvre des dispositions du chapitre V de la Déclaration de Bamako, de 2000.

## Sources
1. ↑  Déclaration de Bamako